# ديوسدادو ماكاباجال
ديوسدادو ماكاباجال (بالإنجليزية: Diosdado Macapagal) (و. 1910 – 1997 م) هو عالم اقتصاد فلبيني وكان الرئيس التاسع للفلبين في الفترة 1961-1965،وسادس نائب للرئيس في الفترة 1957-1961 . ولد ديوسدادو ماكاباجال في مدينة لوباو في محافظة بامبانغا الفلبينية، وتخرج من جامعتي الفلبين والقديس طوماس في مانيلا، وعمل بعد ذلك محاميًا في القطاع الحكومي. فاز ماكاباجال لأول مرة في الانتخابات النيابية لعام 1949 عن إحدى المناطق الانتخابية في محافظة بامبانغا مسقط رأسه، وأصبح في عام 1957 نائبًا لرئيس البلاد كارلوس بي جارسيا، وتمكن من حل محله في رئاسة البلاد في انتخابات عام 1961.
بصفته رئيس البلاد، عمل ماكاباجال على وضع حد للكسب غير المشروع وللفساد، وعمل على تحفيز الاقتصاد الفلبيني. استحدث ماكاباجال أول قانون لإصلاح الأراضي في البلاد، ووضع عملة الفلبين، البيزو، في سوق الصرف الحر للعملات، كما عمل على إزالة القيود على العملات الأجنبية وضوابط الاستيراد. مع ذلك، وقف مجلس النواب الفلبيني، الذي كان يسيطر عليه الحزب القومي الفلبيني المنافس، في وجه العديد من إصلاحات ماكاباجال. يشتهر ماكاباجال أيضًا بنقل عيد الاستقلال في الفلبين من 4 يوليو إلى 12 يوليو، احتفالًا باليوم الذي أعلن فيه الرئيس إميليو أغينالدو –من طرف واحد- استقلال جمهورية الفلبين الأولى عن الإمبراطورية الإسبانية في عام 1898. ترشح ماكاباجال لمنصب رئيس الدولة مرة أخرى عام 1965، إلا أنه خسر الانتخابات أمام منافسه فرديناند ماركوس، الذي حكم البلاد لمدة 21 عامًا.
في عهد ماركوس، انتُخب ماكاباجال رئيسًا للمؤتمر الدستوري الذي صاغ مجموعة القوانين التي أصبحت لاحقًا دستور عام 1973، مع أن الطريقة التي تم فيها التصديق على الميثاق وتعديله دفعت ماكاباجال للتشكيك في شرعيته في وقت لاحق. توفي ماكاباجا في عام 1997، عن عمر يناهز 86 عامًا، بسبب قصور في القلب والتهاب رئوي ومضاعفات كلوية.
كان ماكاباجال أيضًا شاعرًا ذائع الصيت يتقن صياغة الشعر باللغتين الصينية والإسبانية، لكن عمله السياسي طغى على موهبته الشعرية.

## أولى سنوات حياته
ولد ديوسدادو ماكاباجال في 28 سبتمبر 1910 في مدينة لوباو في محافظة بامبانغا الفلبينية، وكان الابن الأوسط في عائلة فقيرة مكونة من أبٍ وأمٍ وخمسة أبناء. كان والده، أوربانو ماكاباجال واي رومير (من مواليد عام 1883 تقريبًا، وتوفي عام 1946)، شاعرًا اعتاد تأليف قصائده بلغة كابامانغان المحلية، أما والدته، رومانا بانغان ماكاباغال، فهي ابنة كل من أتاناسيو ميغيل بانغان (الرئيس البارنغاري السابق لجوتاد في بلدية فلوريدابلانكا في محافظة بامبانغا بالفلبين) ولورينزا سوينغ أنتيفروس. كانت جدة ديوسدادو لوالده، إيسكولاستيكا روميرو ماكاباجال، قابلة ومعلمة تدرس تعاليم الدين المسيحي.
يعود نسل ديوسدادو إلى الدون جوان ماكاباجال، أمير توندو، الذي كان ابن حفيد آخر حكام لاكان في مملكة توندو. كما تربط ديوسدادو مع عائلة ليكاد المرموقة صلة قرابة من خلال والدته، رومانا، ابنة عم ماريا فيتوج ليكاد، جدة عازف البيانو الشهير، سيسيل ليكاد. كما أن جدة رومانا، جينوفيفا ميغيل بانغان، هي شقيقة جدة ماريا، سيليستينا ميغيل ماكاسبام، ووالدتهما، ماريا كونسبسيون لينجاد ميغل، هي ابنة خوسيه بينجول لينجاد وغريغوريا ماليت بارتولو. 
تمكنت عائلة ديوسدادو من كسب دخل إضافي من خلال تربية الخنازير وإيواء النزلاء في الغرف الفارغة داخل منازلهم. بسبب أسرته الفقيرة، أصبح ديوسدادو يلقب في فترة لاحقة من حياته ب «الفتى الفقير من لوباو». كان ديوسدادو ماكاباجال أيضًا شاعرًا ذائع الصيت يكتب قصائده باللغة الإسبانية، لكن عمله السياسي طغى على إنجازاته في مجال الشعر.

### أولى سنوات تعليمه
برع ماكاباجال في دراسته بالمدارس العامة المحلية، وتخرج من مدرسة لاباو الابتدائية بدرجة امتياز، وألقى كلمة الطلاب في حفل تخرجه من مدرسة بامبانجا لاثنوية. أنهى ماكاباجال، الدورة التحضيرية لدراسة القانون في جامعة الفلبين ثم التحق بكلية الحقوق الفلبينية عام 1932، حيث حصل على منحة دراسية. عمل ديوسدادو خلال فترة دراسته في كلية الحقوق بدوام جزئي ليحصّل المال الكافي لإتمام دراسته، كما اشتهر في تلك الفترة بقدرته الكبيرة على الخطابة وإدارة الحوارات. أُجبر ديوسدادو بعد عامين من الالتحاق بالجامعة على ترك الدراسة بسبب تدهور حالته الصحية وعدم امتلاكه المال الكافي. 
بعد عودته إلى بامبانغا، شارك ماكاباجال صديق طفولته، روجيليو دي لاروزا في تصميم وإنتاج وبطولة مسرحية تاغالوغ الغنائية على غرار الأوبريت الإسباني. تزوج ماكاباجال خلال هذه الفترة، تحديدًا في عام 1938، بوريتا دي لاروزا، شقيقة صديقه روجيليو. أنجب الزوجان طفلين اثنين، سيلو وأرتورو. 
تمكن ماكاباجال فيما بعد من جمع المال الكافي لمواصلة دراسته في جامعة القديس طوماس. حصل ماكاباجال في تلك الفترة على مساعدة مالية من وزير الداخلية الفلبيني حينها، دون هونوريو فينتورا، لتمويل تعليمه. تلقى ماكاباجال أيضًا دعمًا ماليًا من أقارب والدته، ولاسيما من عائلة ماكاسباك التي كانت تمتلك مساحات واسعة من الأراضي في حي القديسة ماريا ومنطقتي لوباو وبامبانجا. بعد تخرجه من الجامعة وحصوله على درجة البكالوريوس في القانون عام 1936، حصل ماكاباجال على قبول في نقابة المحامين، وتمكن من الحصول على أعلى علامة في امتحان المحاماة لعام 1936 بنسبة 89.95%. عاد ماكاباجال لاحقًا إلى جامعته ليكمل دراساته العليا، وحصل على درجة الماجستير في القانون في عام 1941، وعلى درجة الدكتوراه في القانون المدني عام 1947، وحصل أيضًا على درجة الدكتوراه في الاقتصاد في عام 1957 بأطروحة حملت عنوان «ضرورات التنمية الاقتصادية في الفلبين». 

## بدايات حياته المهنية
بعد اجتياز امتحان المحاماة، تلقى ماكاباجال دعوة استثنائية للانضمام إلى شركة محاماة أمريكية بصفته محامٍ ممارس. عُين مساعدًا قانونيًا للرئيس مانويل لويس كويزون في قصر مالاكانانغ. واصل ماكاباجال، أثناء فترة الاحتلال الياباني للفلبين خلال الحرب العالمية الثانية، العمل داخل قصر مالاكانانغ بصفته مساعدًا للرئيس الفلبيني خوسيه لوريل، وكان يقدم الدعم سرًا للمقاومة المعادية لليابان أثناء عمليات تحرير الحلفاء للمناطق التي يحتلها اليابانيون. 
بعد الحرب، عمل ماكاباجال مساعدَ محامٍ في واحدة من أكبر شركات المحاماة في البلاد، شركة روس ولورنس وسيلف وكاراسكوسو. عاد ماكاباجال، مع تأسيس جمهورية الفلبين المستقلة عام 1946، إلى الخدمة الحكومية عندما عينه الرئيس مانويل روكساس رئيسًا للقسم القانوني في وزارة الخارجية. في عام 1984، عين الرئيس الفلبيني، ألبيديو كويرينو، ماكاباجال كبير مفاوضي الوفد الفبيني لمباحثات نقل ملكية جزر السلاحف -الواقعة في بحر سولو- من المملكة المتحدة إلى الفلبين، وتمكن الوفد الفلبيني برئاسة ماكاباجال من تحقيق هذا الهدف. عُين ماكاباجال في نفس العام سكرتيرًا ثانٍ لسفارة الفلبين في واشنطن العاصمة. وفي عام 1949 تلقى ماكاباجال ترقية إلى منصب مستشار للشؤون القانونية والمعاهدات، رابع أعلى منصب في وزارة الخارجية الفلبينية في ذلك الحين.

## معرض صور

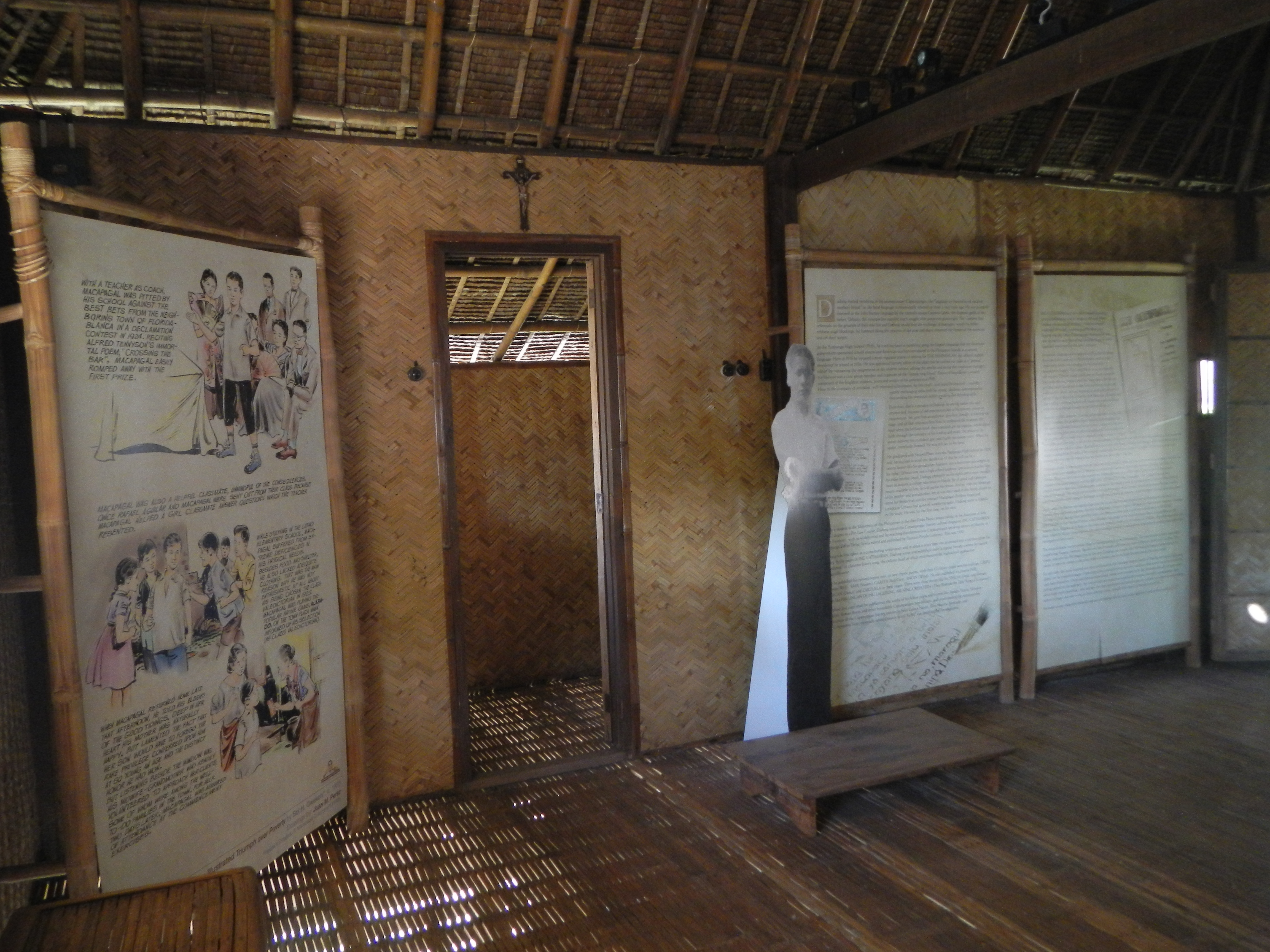
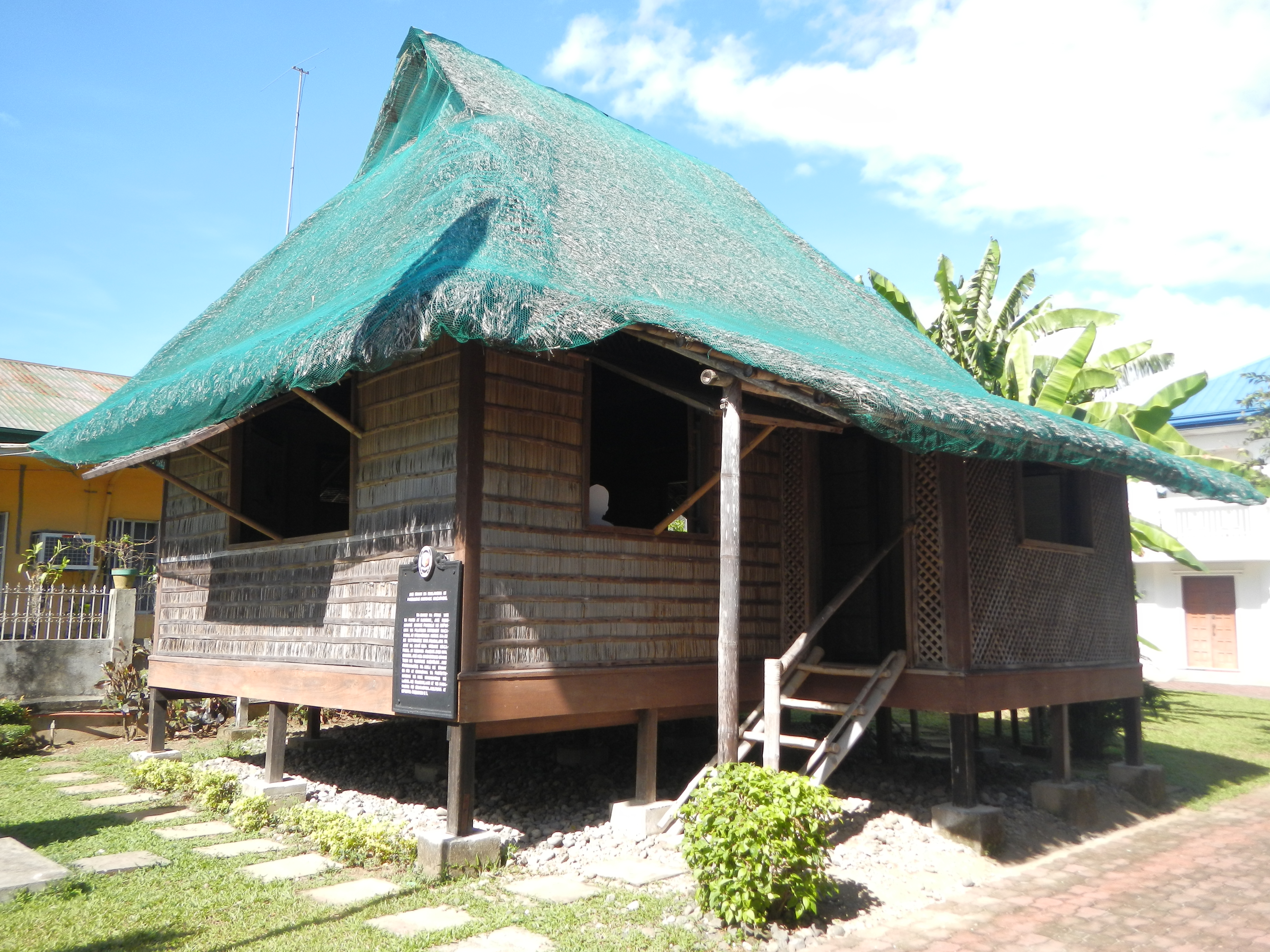
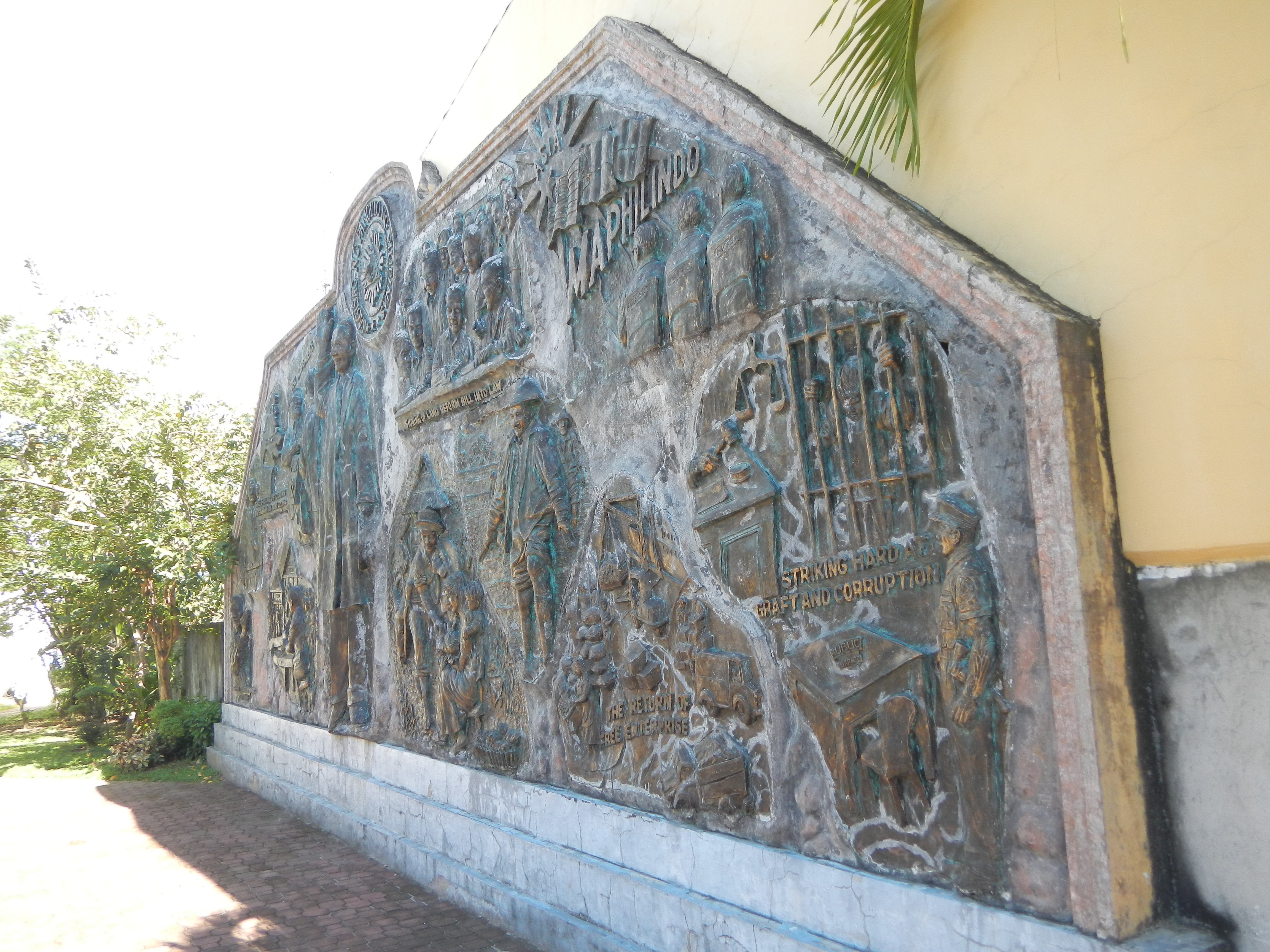
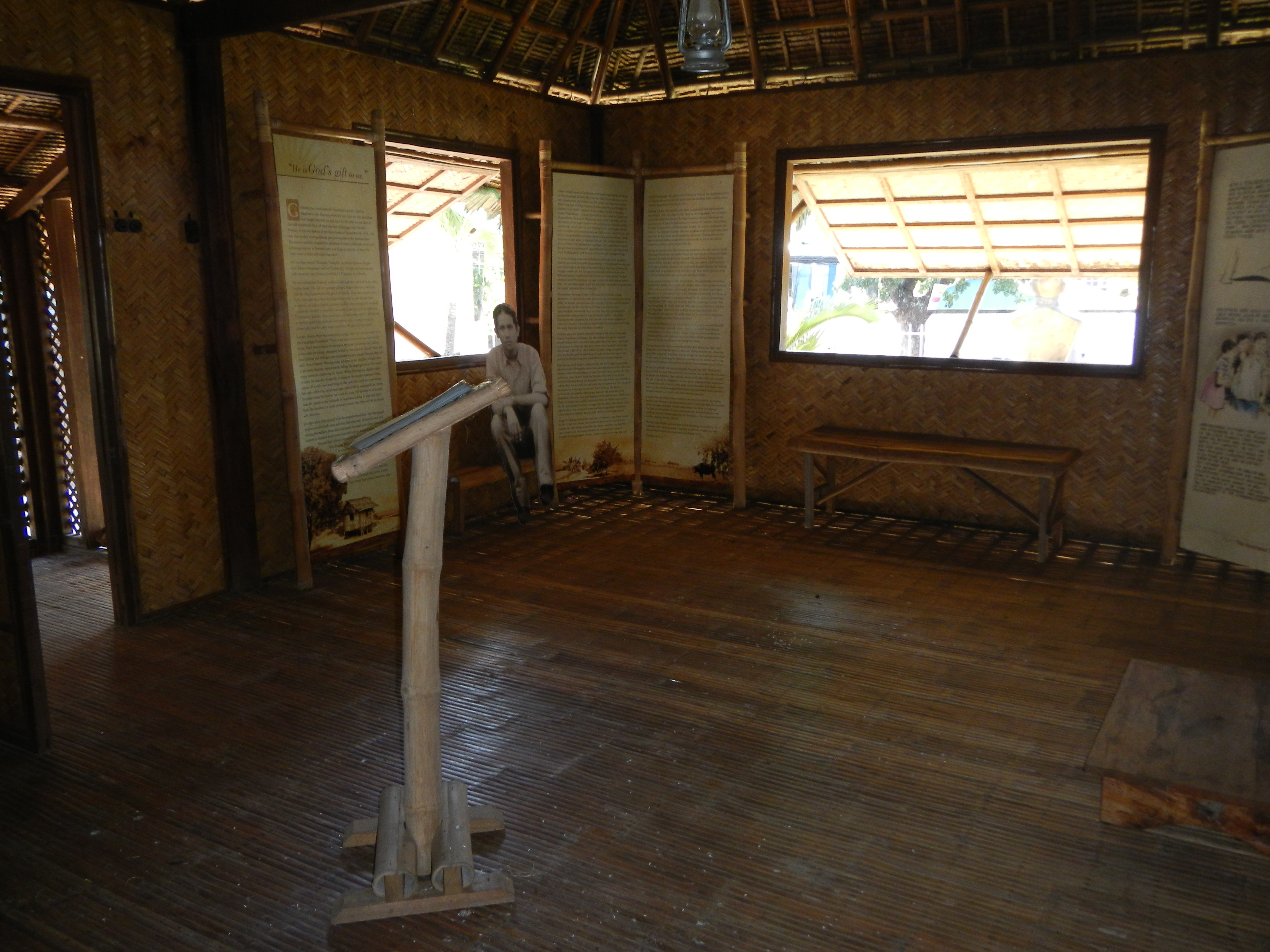
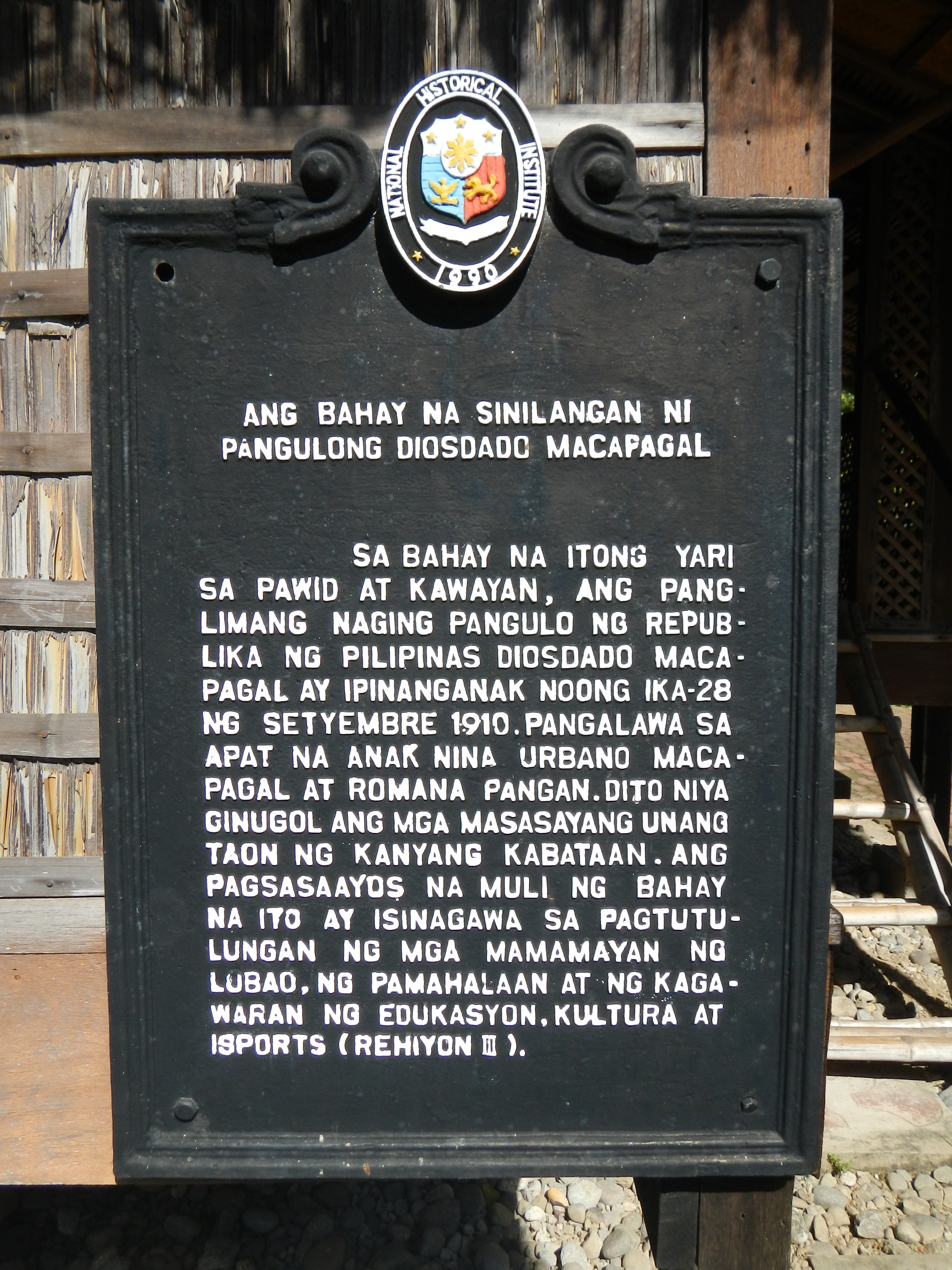

## روابط خارجية
- ديوسدادو ماكاباجال على موقع الموسوعة البريطانية (الإنجليزية)
- ديوسدادو ماكاباجال على موقع مونزينجر (الألمانية)
- ديوسدادو ماكاباجال على موقع إن إن دي بي (الإنجليزية)